# Liste historischer chinesischer Ethnonyme und Exonyme
Dies ist eine Liste historischer chinesischer Ethnonyme und Exonyme. Sie enthält überwiegend chinesische Begriffe, alphabetisch sortiert (nach der Pinyin-Schreibung), aber auch nichtchinesische Einträge von ursprünglich bzw. bis heute innerhalb der heutigen Grenzen Chinas lebenden autochthonen Völkern, von nicht-chinesischen Völkern gegründete Dynastien auf chinesischem Boden mit dem Namen ihrer Staaten (z. B. Chitan 契丹 und Liao 辽) und ausländischen Staaten und Völkern, mit denen die chinesischen Dynastien ‚diplomatische Beziehungen‘ hatten (wie z. B. Anxi 安息/Parthien oder Baekje 百济). Zu den nationalen Minderheiten in der Volksrepublik China siehe die Übersicht in dem Artikel Völker Chinas.

## A
- Adan 阿丹 (chinesischer Name für Aden in Arabien)
- Ailao 哀牢 (ein altes Reich in Yunnan zur Zeit der Han-Dynastie)
- Aksu, siehe Gumo 姑墨
- Anguo 安國 (Reich Sogdien, Tang-Dynastie)
- Anxi 安息 (chinesischer Name für Parthien, Han-Dynastie)
- Awaren (irrtümliche westliche Bezeichnung für Rouran 柔然)

## B
- Ba 巴 (alter Staat auf dem Gebiet des heutigen Chongqing zur Zeit der Zhou-Dynastie)
- Baekje 百濟, siehe Korea
- Baiji 百濟 (chinese Lesung von Baekje, Korea)
- Balhae, siehe Bohai 渤海
- Banggela 榜葛剌 (chinesischer Name für Bengalen)
- Bašmyl 拔悉蜜 (Turkvolk, Tang-Dynastie)
- Baximi 拔悉蜜, siehe Bašmyl
- Beiwei 北魏 (Nördliche Wei, vom Volk der Tabgatsch gegründete Dynastie)
- Beshbalik (Bešbalik, Bešbaliq) 別失八里 (türkischer Staat im Gebiet um Ürümqi zur Zeit der Tang-Dynastie)
- Biao 驃 (chinesischer Name für das Reich der Pyu in Myanmar, Tang-Dynastie)
- Bohai 渤海 (Balhae, Staat im Norden des heutigen Nordkorea)
- Buliyate 布里雅特 (chinesischer Name für das Steppenvolk der Burjaten)
- Buyeo, koreanisches Königreich im Norden der Mandschurei 夫余

## C
- Caoguo 曹國 (Staat Sogdien, Tang-Dynastie)
- Čerčen, siehe Qiemo 且末
- Chajala 茶札剌 (chinesischer Name für die Dschalair)
- Cheshi 車師 (Stadtstaat an der Seidenstraße)
- Chaoxian 朝鮮 (chinesische Lesung von Joseon, Korea)
- Chile 敕勒 (türkisches Steppenvolk, Vor-Tang-Zeit)
- Chosŏn, siehe Korea
- Chu 楚 (alter Staat im mittleren Yangtse-Gebiet, Zhou-Dynastie)

## D
- Dada 韃靼 (Tataren, i. e. die Mongolen nach der Yuan-Dynastie)
- Dali 大理 (alter Staat auf dem Gebiet der heutigen Provinz Yunnan, Song-Dynastie)
- Dangxiang 黨項 (chinesischer Name für die Tanguten)
- Daqin 大秦 (chinesischer Name für die Levante, häufig als Römisches Reich identifiziert)
- Dashi 大食 (chinesischer Name für den muslimischen Staat Persien, Tang-Dynastie)
- Daxia 大夏 (chinesischer Name für Baktrien, Han-Dynastie)
- Dayuan 大宛 (Staat im fernen Westen, im heutigen Usbekistan, Han-Dynastie)
- Di 狄 (Steppenvolk, allgemeine Bezeichnung für "Nördliche Barbaren")
- Di 氐 (einheimische Bewohner der heutigen Provinz Gansu, Han-Dynastie bis Nördliche Dynastien)
- Dian 滇 (altes Reich auf dem Gebiet der heutigen Provinz Yunnan, Han-Dynastie)
- Dilie 敵烈 (Steppenvolk, Proto-Mongolen, Tang-Dynastie)
- Dingling 丁零 (Steppenvolk, Proto-Türken, Nördliche Dynastien)
- Dsungaren 準噶爾, siehe Oiraten

## E
- Elute 厄魯特 (chinesischer Name für die Oiraten)

## F
- Funan 扶南 (Staat im südlichen Teil des heutigen Vietnam, Song-Dynastie)
- Fuyu 夫余 (Staat im nördlichen Teil der Koreanischen Halbinsel, Tang-Dynastie)

## G
- Gaoche 高車 (Steppenvolk, Proto-Türken, Han-Dynastie)
- Gaogouli 高句麗 (chinesische Lesung von Goguryeo, Korea)
- Gaoli 高麗 (chinesische Lesung von Goryeo, Korea)
- Gelan 葛蘭 (chinesischer Name für Quilon oder Kulam im südlichen Indien)
- Geluolu 葛邏祿 (chinesischer Name für die das Steppenvolk der Karluken)
- Goguryeo, siehe Korea
- Goryeo, siehe Korea
- Guawa 瓜哇 (chinesischer Name für Java)
- Guici, siehe Qiuci 龜茲
- Guishuang 貴霜 (chinesischer Name für den Staat Kuschan im heutigen Afghanistan)
- Guli 古里 (chinesischer Name für Calicut im südlichen Indien)
- Gumo 姑墨 (Stadtstaat an der Seidenstraße)

## H
- Hanguo 韓國 (Hanguk), siehe Korea
- Heihan 黑汗 (Karachaniden-Staaten auf dem Gebiet des heutigen Xinjiang und Usbekistan, Song-Dynastie)
- Heguo 何國 (Reich Sogdien, Tang-Dynastie)
- Hephthaliten (weiße Hunnen) oder Yeda 嚈噠 (Nomaden im heutigen Afghanistan; unter den iranischen Hunnen in Indien sind jedoch wohl eher die Alchon zu verstehen)
- Hongjila 弘吉剌 (chinesischer Name für die Qongirat, ein Steppenvolk)
- Hu 胡 (allgemeine Bezeichnung für Steppenvölker)
- Huhu 狐胡 (Stadtstaat an der Seidenstraße)
- Huige 回紇 (alter chinesischer Name für die Uiguren)
- Huigu 回鶻 (alter chinesischer Name für Uiguren)
- Hulumosi 忽魯謨廝 (chinesischer Name für Hormus, Oman)
- Hunnen (irrtümliche westliche Bezeichnung für die Xiongnu 匈奴)
- Huoxun 火尋 (Reich Sogdien, Tang-Dynastie)

## I
- Indien, siehe Tianzhu 天竺

## J
- Japan 日本
- Jie 羯 (Steppenvolk, Nördliche Dynastien)
- Jilijisi 吉利吉思 (chinesischer Name für die Kirgisen, Steppenvolk)
- Jin-Dynastie 金 (von den Jurchen gegründete chinesische Dynastie)
- Jimsar, siehe Cheshi 車師 und Tingzhou 庭州
- Jingjue 精絕 (Stadtstaat an der Seidenstraße)
- Jiuxiang 舊香 (chinesischer Name für Palembang, eine Stadt auf Sumatra, Indonesien)
- Joseon, siehe Korea
- Jurchen 女真 (Volk in Nordostchina, Vorfahren der Mandschu)

## K
- Kalmücken, siehe Oiraten
- Kangguo 康國 (Reich Sogdien, Tang-Dynastie)
- Kangju 康居 (Volk im heutigen Kasachstan, Han-Dynastie)
- Karachaniden 黑汗 "Schwarze Khane" (muslimischer Staat auf dem Gebiet des heutigen Xinjiang und Usbekistan)
- Karakum, siehe Weili 尉犁
- Karashahr, siehe Yanqi 焉耆
- Kargan, siehe Shanshan 鄯善
- Karluken (Turkvolk)
- Kashgar, siehe Shule 疏勒
- Kelie 克烈 (chinesischer Name für die Keraiten)
- Keraiten (Turkvolk)
- Keriya, siehe Yumi 扜彌
- Kezhi 柯枝 (chinesischer Name für Cochin im südlichen Indien)
- Chitan (Steppenvolk, Proto-Mongolen, Gründer der chinesischen Liao-Dynastie)
- Chotan, siehe Yutian 于闐
- Kirgisen (Turkvolk)
- Koguryŏ 高句麗, siehe Korea
- Korea 朝鮮/韓國
- Korla, siehe Quli 渠犁
- Koryŏ 高麗, siehe Korea
- Kuča, siehe Qiuci 龜茲
- Kuschana (ein Reich in Zentralasien und Nordindien)

## L
- Liao 遼 (von den Chitan gegründeter chinesischer Staat)
- Lidai 黎代 (chinesischer Name für Litai oder Lide auf Sumatra)
- Liuqiu, siehe Ryūkyū
- Liushan 溜山 (chinesischer Name für die Malediven)
- Lixuan 黎軒 (Ostrom)
- Loulan 樓蘭 (Stadtstaat an der Seidenstraße)
- Luoxing 裸形 (chinesischer Name für Nikobaren)

## M
- Malgal, siehe Mohe 靺鞨
- Man 蠻 (allgemeine Bezeichnung für Einwohner in Südchina)
- Manlajia 滿剌加 (chinesischer Name für Malakka)
- Menggu 蒙古 (chinesischer Name für die Mongolen)
- Merkiten (Steppenvolk)
- Miao 苗 (allgemeine Bezeichnung für Einwohner in Südwestchina)
- Mie'rqi 蔑兒乞, siehe Merkiten
- Miguo 米國 (Reich Sogdien, Tang-Dynastie)
- Mohe 靺鞨 (Volk der Tungusen in Nordostchina)
- Mongolen (Steppenvolk, gründete die chinesische Yuan-Dynastie)

## N
- Naboli 那浡里 (chinesischer Name für Lamuri in Sumatra)
- Nagu'r 那孤兒 (chinesischer Name für Nagur oder Nakur in Sumatra)
- Naimanen 乃蠻 (Turkvolk)
- Nanzhao 南詔 (alter Staat auf dem Gebiet der heutigen Provinz Yunnan, Tang-Dynastie)
- Nördliche Wei 北魏 (vom Volk der Tabgatsch gegründete chinesische Dynastie)
- Nüzhen 女真 (chinesischer Name für die Jurchen)

## O
- Oiraten 斡亦剌 (Steppenvolk, auch Dsungaren genannt)
- Okinawa, siehe Ryūkyū
- Ölöten, siehe Oiraten
- Onggiraten, siehe Qongiraten 弘吉剌
- Ongud 汪古 (Steppenvolk)

## P
- Paekche 百濟, siehe Korea
- Parhae, siehe Bohai 渤海
- Parthien, siehe Anxi 安息
- Pu 濮 (Bewohner des mittleren Yangtse-Gebiets, Zhou-Dynastie)
- Puyŏ, siehe Buyeo 夫余

## Q
- Qiang 羌 (allgemeine Bezeichnung für das Volk der Tanguten)
- Qibi 契苾 (Turkvolk, Tang-Dynastie)
- Qidan 契丹 (chinesischer Name für die Chitan)
- Qiemo 且末 (Stadtstaat an der Seidenstraße)
- Qiuci 龜茲 (Stadtstaat an der Seidenstraße)
- Qule 渠勒 (Stadtstaat an der Seidenstraße)
- Quli 渠犁 (Stadtstaat an der Seidenstraße)

## R
- Rong 戎 (allgemeine Bezeichnung für Nomaden des Westens)
- Ronglu 戎盧 (Stadtstaat an der Seidenstraße)
- Rouran 柔然 (Proto-Turkvolk, Han-Dynastie bis Nördliche Dynastien)
- Rouzhi, siehe Yuezhi 月氏 (chinesischer Name für die Tocharer)
- Ruoqiang 婼羌 (Stadtstaat an der Seidenstraße)
- Ryūkyū (Inselreich im Ostchinesischen Meer)

## S
- Sai 塞 (chinesischer Name für die Saken)
- Saken (indo-europäisches Volk in Westchina, Han-Dynastie)
- Shache 莎車 (Stadtstaat an der Seidenstraße)
- Shan 撣 (Einheimische des gebirgigen Nordens im heutigen Myanmar)
- Shanguo 山國 (Stadtstaat an der Seidenstraße)
- Shanshan 鄯善 (Stadtstaat an der Seidenstraße)
- Shatuo-Türken 沙陀突厥
- Shendu 身毒 (chinesischer Name für Indien, siehe Tianzhu 天竺)
- Shiguo 石國 (Reich Sogdien, Tang-Dynastie)
- Shiguo 史國 (Reich Sogdien, Tang-Dynastie)
- Shiwei 室韋 (Volk in Nordostchina)
- Shu 蜀 (alter Staat auf dem Gebiet des heutigen Sichuan, Zhou-Dynastie)
- Shule 疏勒 (Stadtstaat an der Seidenstraße)
- Silla 新羅, siehe Korea
- Skythen (irrtümliche westliche Bezeichnung für die Yuezhi 月氏 oder Tocharer)
- Sogdien 粟特 (Region im südlichen Kirgisistan und nördlichen Afghanistan)
- Sumendala 蘇門答臘 (chinesischer Name für Sumatra)
- Sushen 肅慎 (Volk in Nordostchina, Zhou-Dynastie)
- Sute 粟特, siehe Sogdien
- Syr-Tarduš 薛延陀 (Turkvolk)

## T
- Tabgatsch (Stamm der Xianbei, der Gründer des Reiches der Nördlichen Wei)
- Tanguten 黨項 (mit den Tibetern verwandtes Volk, Gründer des Westlichen Xia-Reiches)
- Tataren (chinesische Bezeichnung für die Mongolen nach der Yuan-Dynastie)
- Tataren (europäischer Name für die Mandschu)
- Tianfang 天方 (chinesischer Name für Mekka)
- Tianzhu 天竺 (chinesischer Name für Indien)
- Tibet 吐藩/西藏
- Tiele 鐵勒 (chinesischer Name für Tölöš)
- Tocharer, siehe Yuezhi 月氏
- Tocharistan 吐火羅, von den Tocharern bewohnte Region im heutigen Kasachstan und Afghanistan
- Tölöš (Turkvolk)
- Tuoba 拓跋 (chinesischer Name für Tabgach)
- Tubo 吐藩 (alter Staat in Tibet, Tang-Dynastie)
- Tufan 吐藩 (irrtümlich für Tubo)
- Tujue 突厥 (chinesischer Name für Türken)
- Türgiš (Turkvolk)
- Tuqishi 突騎施 (chinesischer Name für die Türgiš)
- Turkestan, Ostturkistan oder Chinesisch-Turkestan (Xinjiang 新疆)
- Turkvölker
- Tuguhun (irrtümlich für Tuyuhun 吐谷渾)
- Turfan 吐魯番, siehe auch Cheshi 車師 und Xizhou 西州
- Turpan, siehe Turfan 吐魯番
- Tuyuhun 吐谷渾 (tangutisches Volk im Gebiet des heutigen Gansu und Qinghai, Tang-Dynastie)

## U
- Uiguren (Turkvolk)
- Uš, siehe Aksu Konaxeher 溫宿

## V
- Vietnam 越南 (Việt Nam)

## W
- Wa 倭 (alte chinesische Bezeichnung für die Japaner)
- Wala 瓦剌 (chinesische Bezeichnung für die Oiraten)
- Wanggu 汪古 (chinesische Bezeichnung für die Önggüd)
- Weili 尉犁 (Stadtstaat an der Seidenstraße)
- Weiße Hunnen, siehe Hephthaliten
- Weitou 尉頭 (Stadtstaat an der Seidenstraße)
- Weiwu'r 維吾爾 (moderne chinesische Bezeichnung die Uiguren)
- Weixu 危須 (Stadtstaat an der Seidenstraße)
- Wensu 溫宿 (Stadtstaat an der Seidenstraße)
- Westliche Xia 西夏 (von den Tanguten gegründete Dynastie im chinesischen Stil)
- Woyila 斡亦剌 (chinesische Bezeichnung für die Oiratén)
- Wu 吳 (alter Staat auf dem Gebiet des heutigen Zhejiang und Jiangsu, Zhou-Dynastie)
- Wugu 烏古 (Steppenvolk, Liao-Dynastie und Jin-Dynastie)
- Wuji 勿吉, alternative Transkription für Mohe 靺鞨
- Wuhuan 烏桓 (Steppenvolk im nördlichen China, Han-Dynastie)
- Wulei 烏壘 (Stadtstaat an der Seidenstraße)
- Wusun 烏孫 (Steppenvolk in Nordwestchina, Han-Dynastie)

## X
- Xi 奚 (Volk in Nordostchina, Tang-Dynastie)
- Xianbei 鮮卑 (Proto-Turkvolk, Nördliche Dynastien)
- Xianluo 暹羅 (chinesischer Name für Siam, das heutige Thailand)
- Xiaowan 小宛 (Stadtstaat an der Seidenstraße)
- Xilan 錫蘭 (chinesischer Name für Ceylon, das heutige Sri Lanka)
- Xinjiang 新疆 (Ost- oder Chinesisch-Turkmenistan)
- Xinluo 新羅 (chinesische Lesung von Silla, Korea)
- Xiongnu 匈奴 (Steppenvolk)
- Xixia 西夏 (Westliche Xia, vom Volk der Tanguten gegründete Dynastie im chinesischen Stil)
- Xueyantuo 薛延陀 (chinesischer Name für Syr-Tarduš)

## Y
- Yalu 啞魯 (chinesischer Name für Aru in Sumatra)
- Yanqi 焉耆 (Stadtstaat an der Seidenstraße)
- Yarkant, siehe Shache 莎車
- Yarkhoto, siehe Cheshi 車師
- Yeda 嚈噠, siehe Hephthaliten
- Yengisar, siehe Wulei 烏壘
- Yi 夷 (allgemeine Bezeichnung für östliche Barbaren, später für Barbaren im Allgemeinen und insbesondere für über die See Ankommende)
- Yili Bali 亦力八里 (Ili Balik, Ili Baliq, Ilibalik, Ilibaliq, türkischer Staat auf dem Gebiet des heutigen Xinjiang)
- Yili-Becken 伊犁盆地 (Ili)
- Yilou 挹婁 (tungusisches Volk in Nordostchina)
- Yue 越 (alter Staat auf dem Gebiet des heutigen Zhejiang, Zhou-Dynastie)
- Yue 越, Bai Yue 百越 bzw. 百粵 / 百粤 "Hundert Yue" (Einheimische in Südchina)
- Yuezhi 月氏 (Tocharer, indo-europäisches Volk in Westchina)
- Yumi 扜彌 (Stadtstaat an der Seidenstraße)
- Yutian 于闐 (Stadtstaat an der Seidenstraße)

## Z
- Zhancheng 占城 (chinesischer Name für Champa, ein Staat auf dem Gebiet des heutigen südlichen Vietnam und Kambodscha)
- Zhenla 真臘 (chinesischer Name für einen Staat in Kambodscha)
- Zhunga'r 準噶爾 (chinesischer Name für die Dsungaren oder Oiraten)
- Zubu 阻卜 (mongolischer Stamm, alternativer Name für die Tataren)
- Zufa'r 祖法兒 (chinesischer Name für Dhofar in Arabien)